# Mattia Preti
Mattia Preti (24. února 1613  Taverna, Kalábrie – 3. ledna 1699) byl italský barokní malíř figuralista, autor mytologických scén, oltářních obrazů i portrétů, činný v Římě, v jižn Itálii a na Maltě. V roce 1660 byl přijat do Řádu rytířů svatého Jana v Jeruzalémě a na Maltě a poté nazýván Il Cavalier Calabrese (Kalabrijský rytíř). 

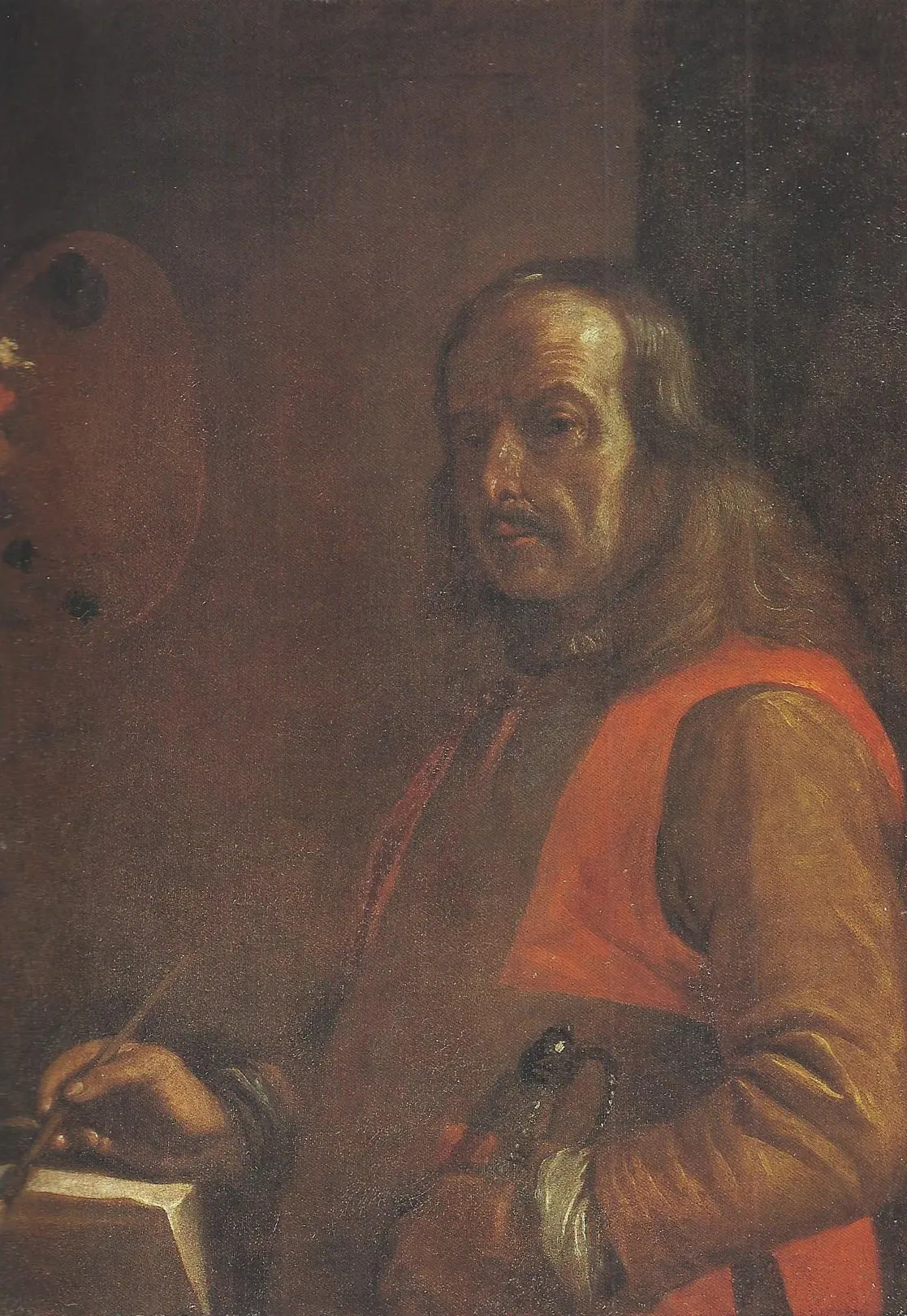
Autoportrét, 1695–1697

## Život
Narodil se v malém městečku Taverna v Kalábrii.  Vyučil se malířství  v neapolském okruhu. Byl obdivovatelem Caravaggistů, obdivoval také Giovanni Battistu Caracciolu, tím se vysvětluje jeho celoživotní zájem o styl Caravaggia. V roce 1630 Pretti  odcestoval za svým bratrem a na studia do Říma. Seznámil se tam s malířskou technikou Caravaggia a jeho školy, stejně jako s dílem Guercina, Rubense, Guido Reniho a Giovanni Lanfranca. V Římě namaloval freskové cykly v kostelech Sant' Andrea della Valle a San Carlo ai Catinari. Mezi lety 1644 a 1646 žil v Benátkách. Pak se vrátil do Říma, kde zůstal až do roku 1653. Podnikl studijní cesty do Modeny, Parmy, Bologni a Benátek.
Do Říma se vrátil v letech 1660–1661. Maloval fresky pro kostel sv. Blažeje (San Biagio) v Modeně (cca 1651–1652) a podílel se na freskové výzdobě Palazzo Pamphilj ve Valmontonu (dokumentovaný v letech 1660–1661), kde spolupracoval s Pierem Francescem Molem, Gasparem Dughetem, Francescem Cozza, Giovanni Battista Tassi (il Cortonese) a Guglielmo Cortese. Kolem roku 1640 namaloval pro kostel San Carlo ai Cartinari namaloval obraz Almužna sv. Karla Boromejského. Dílo je ovlivněno mistry vrcholného římského baroka například Lanfrancem či Cortonou. V roce 1651 vytvořil fresky v kostelech Sanť Andrea della Valle v Římě, v Modeně v kostele San Biago v letech 1653 až 1656. 
Jeho dílo je ovlivněno také malířem Guercinem a benátským koloritem. V letech 1656 až 1659 maloval votivní obrazy proti moru. Na obrazech převládají temné tóny, přesto působí živým dojmem, hlavně proto, že jeho postavy jsou zobrazeny velmi přirozeně. Preti pracoval se složitým kompozičním plánem, používal pro něho typické světelné efekty. Svědčí o tom obrazy Abšolómova hostina a Belsazarova hostina, oba vytvořené před rokem 1660 v Neapoli.
Poté, co se stal rytířem Řádu sv. Jana, odcestoval v roce 1659 na Maltu a většinu posledních let  strávil tam. Preti proměnil interiér katedrály sv. Jana ve Vallettě  sérií obrazů o životě a mučednictví sv. Jana Křtitele (1661–1666) ve světcův názorný životopis. Na Maltě najdeme také mnoho obrazů Pretiho v soukromých sbírkách a ve farních kostelech. Jeho skvělá reputace vedla k rozšíření okruhu jeho patronů a zakázek z celé Evropy.
Preti měl štěstí, že zůstal dlouho zdráv (zatímco několik jeho současníků zemřelo v Neapoli při morových epidemiích), jeho umělecká kariéra trvala dlouho a také byl velmi pracovitý. Dochovalo se přes pět desítek jeho obraů, některé i ve třech kompoziřně a světelně odlišných variantách. Jeho obrazy se během staletí dostaly do mnoha světových muzeí, včetně Bostonu, Cincinnati, Sarasoty, Oxfordu, Patrohradu, významných sbírek v Neapoli, Vallettě a v jeho rodném městě Taverna.

## Dílo
Tématy Pretiových závěsných obrazů jsou většinou biblické scény ze Starého či Nového zákona, oltářní obrazy svatých, v menší míře mytologické či historické náměty z dějin řeckých, římských nebo z Orientu. Neméně mistrovské jsou portréty osob skutečných (Kytarista, Koncert, Autoportrét), fiktivní portréty osob historických (Diogenes, Homér, Sofonisba) nebo mytických.

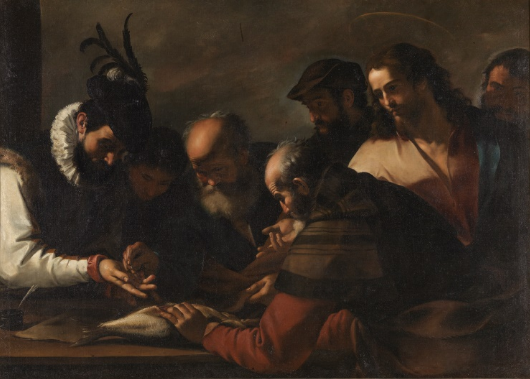
Mattia Preti, Peníz daně, Palazzo Corsini, Řím

- Aeneas, Anchises a Ascanius utíkají z hořící Tróje, 30. léta 17. století
- Peníz daně  Obraz vznikl podle Pretiho životopisce Domoniciho na  Maltě, kam rytíř Preti odcestoval v roce 1660, dohlížet na průběh malířské výzdoby v katedrále sv. Jana. Tam se znovu setkal s Caravaggiovými obrazy. Tématem obrazu  je apoštol Petr s výběrčím daně, jemuž do ruky dává zlatý peníz, nalezený v břiše ryby, kterou podle Kristova příkazu vylovil. Kristus s gestem pobídky k minci s portrétem císaře říká: Co je císařovo, odevzdejte císaři. Petrova ruka předávající  peníz a nastavená dlaň mladého výběrčího v módním kostýmu  jsou středem scény, k nim se ještě blíží hlava druhého apoštola a poloppostava Krista, osvětlená zepředu světlem ze zdroje, který malíř nezachytil. Ostatní postavy apoštolů se ztrácejí v šerosvitu.[1] Dochovaly se tři odlišné varianty kompozice i osvětlení.
- Uzdravení slepého Tobiáše
- Návrat ztraceného syna
- Svatba v Káni galilejské
- Sofonisba sahá po poháru s jedem
- Královna Tomyris
- Hostina krále Heroda
- Vzkříšení Lazara
- Koncert
- Turecký chlapec při řezání tabáku, asi 1660
- Mučednictví apoštola sv. Bartoloměje
- Autoportrét s paletou a kordem, 1657–1659

## Galerie

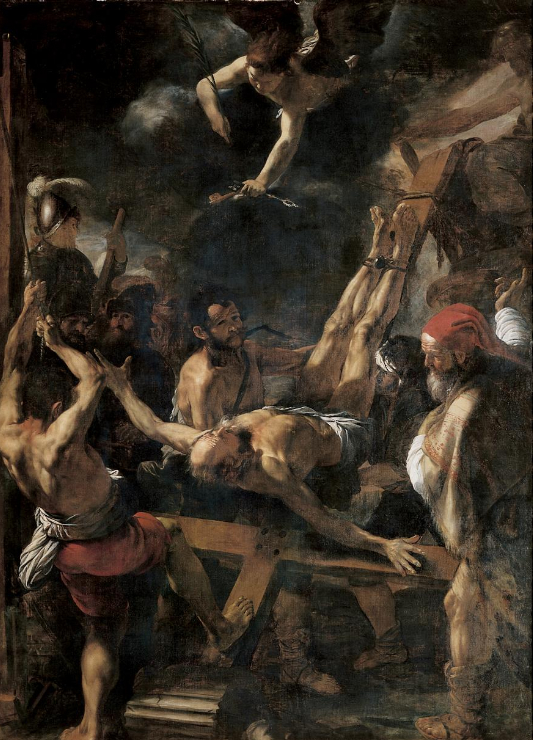
Ukřižování sv. Petra
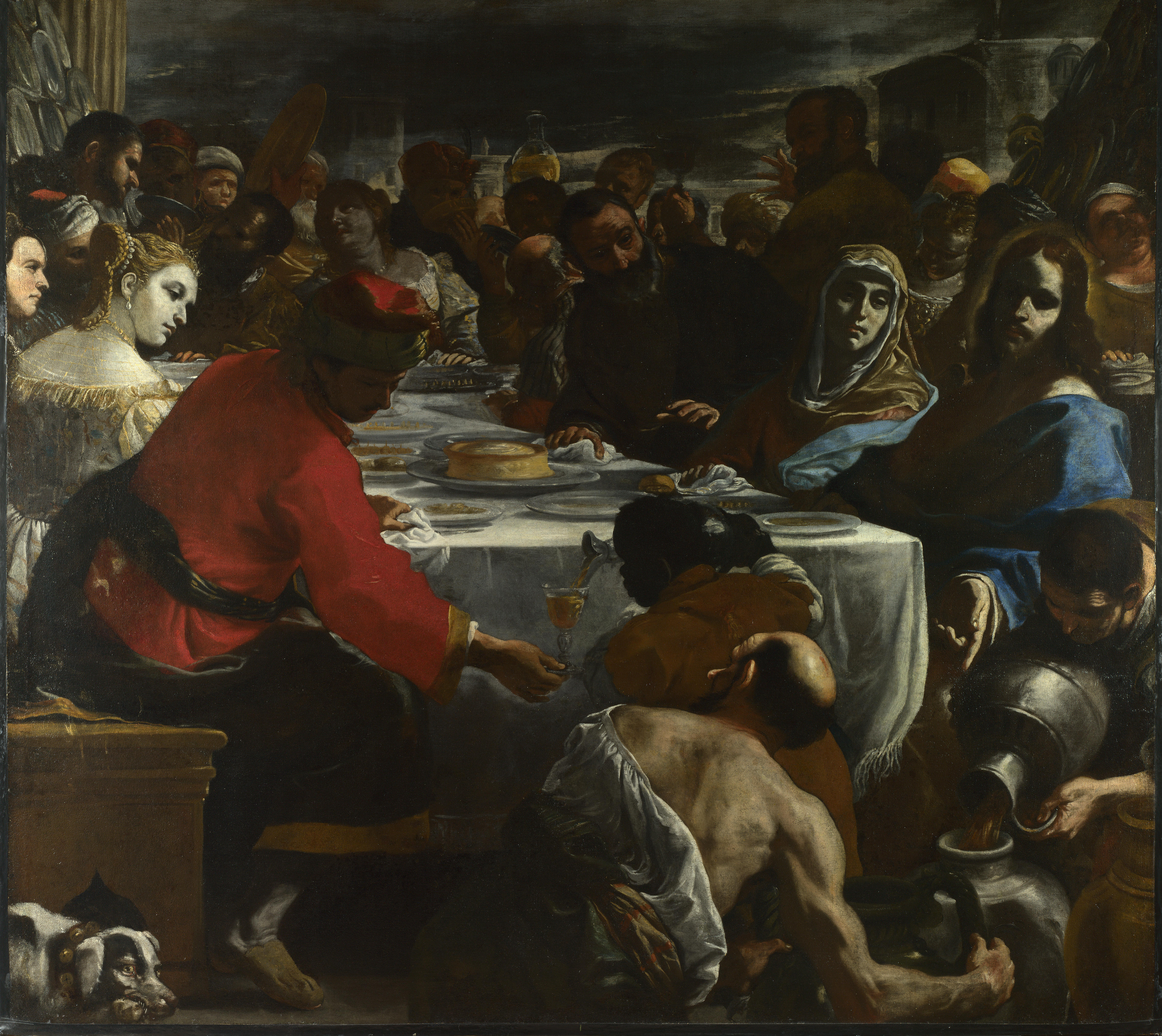
Svatba v Káni galilejské
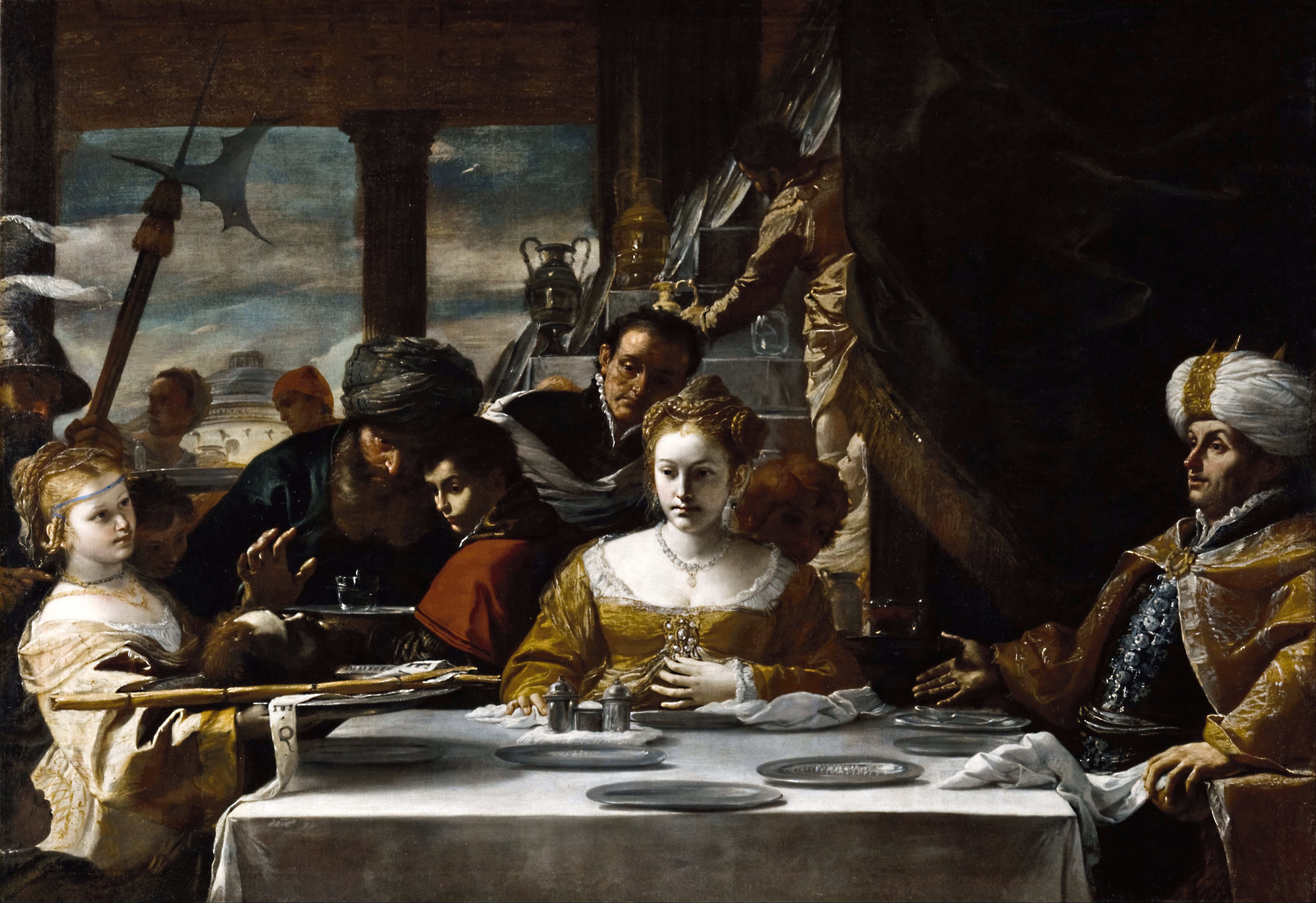
Hostina Herodova
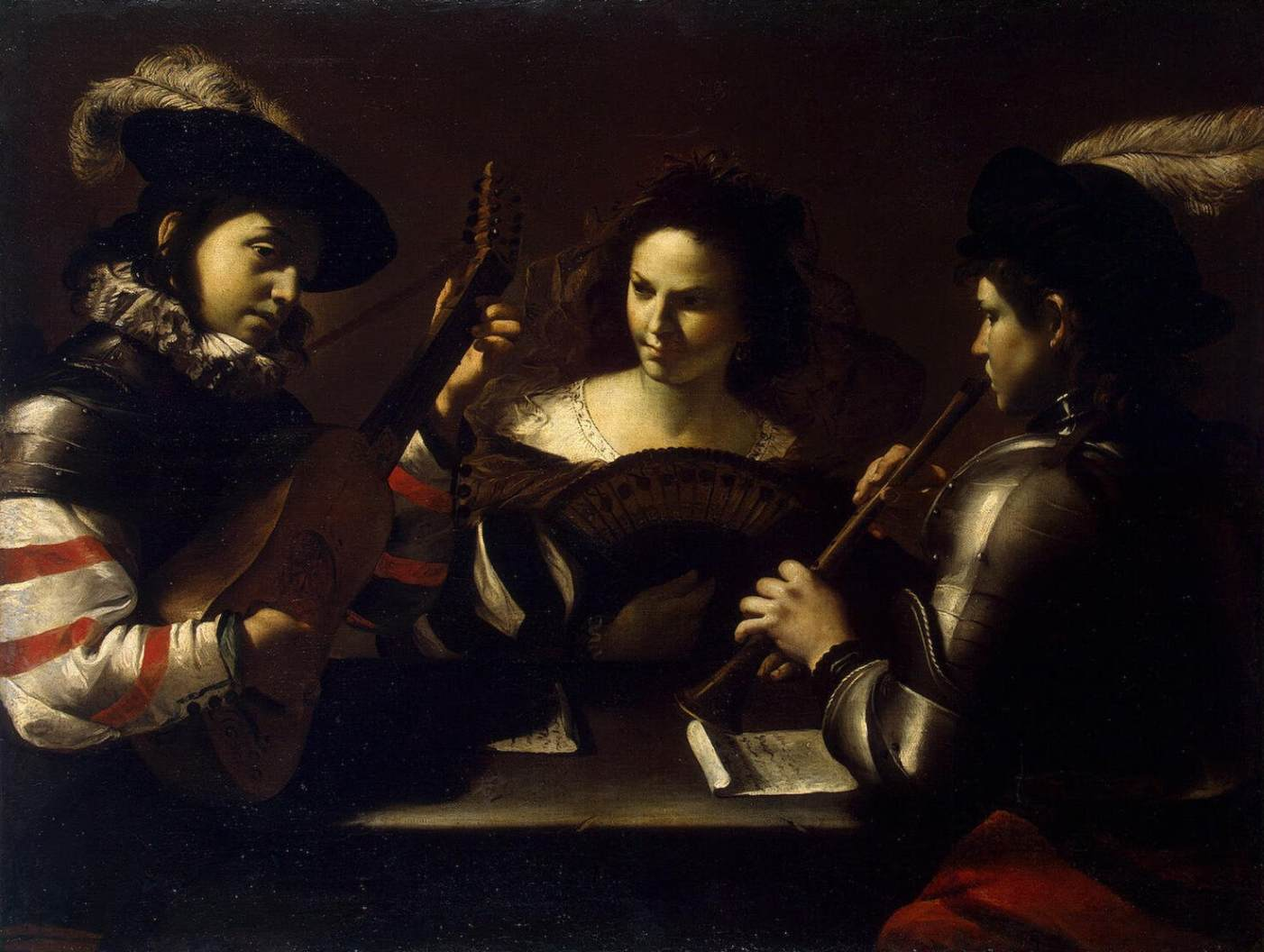
Koncert
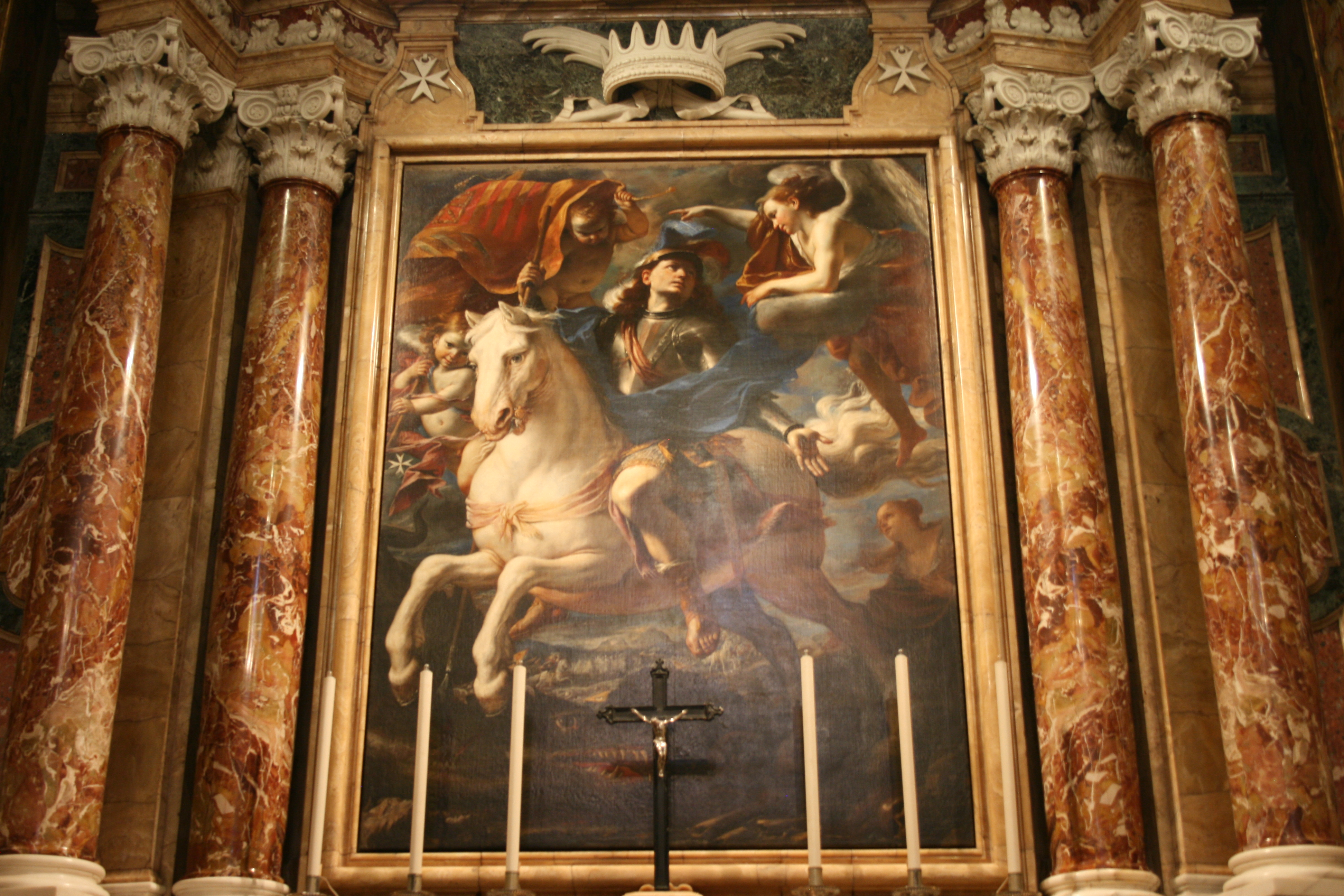
Svatý Jiří na koni
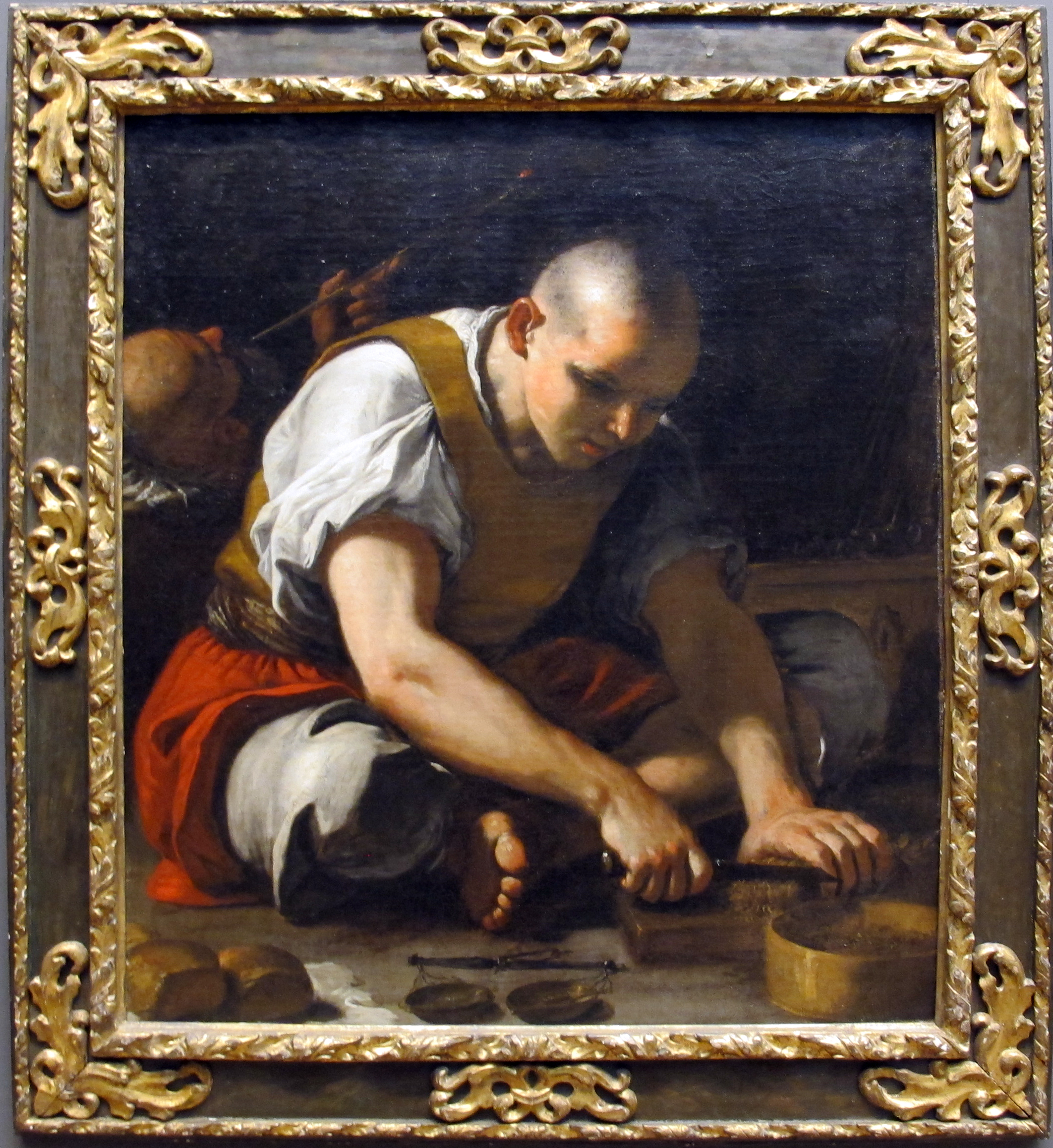
Turek při řezání tabáku
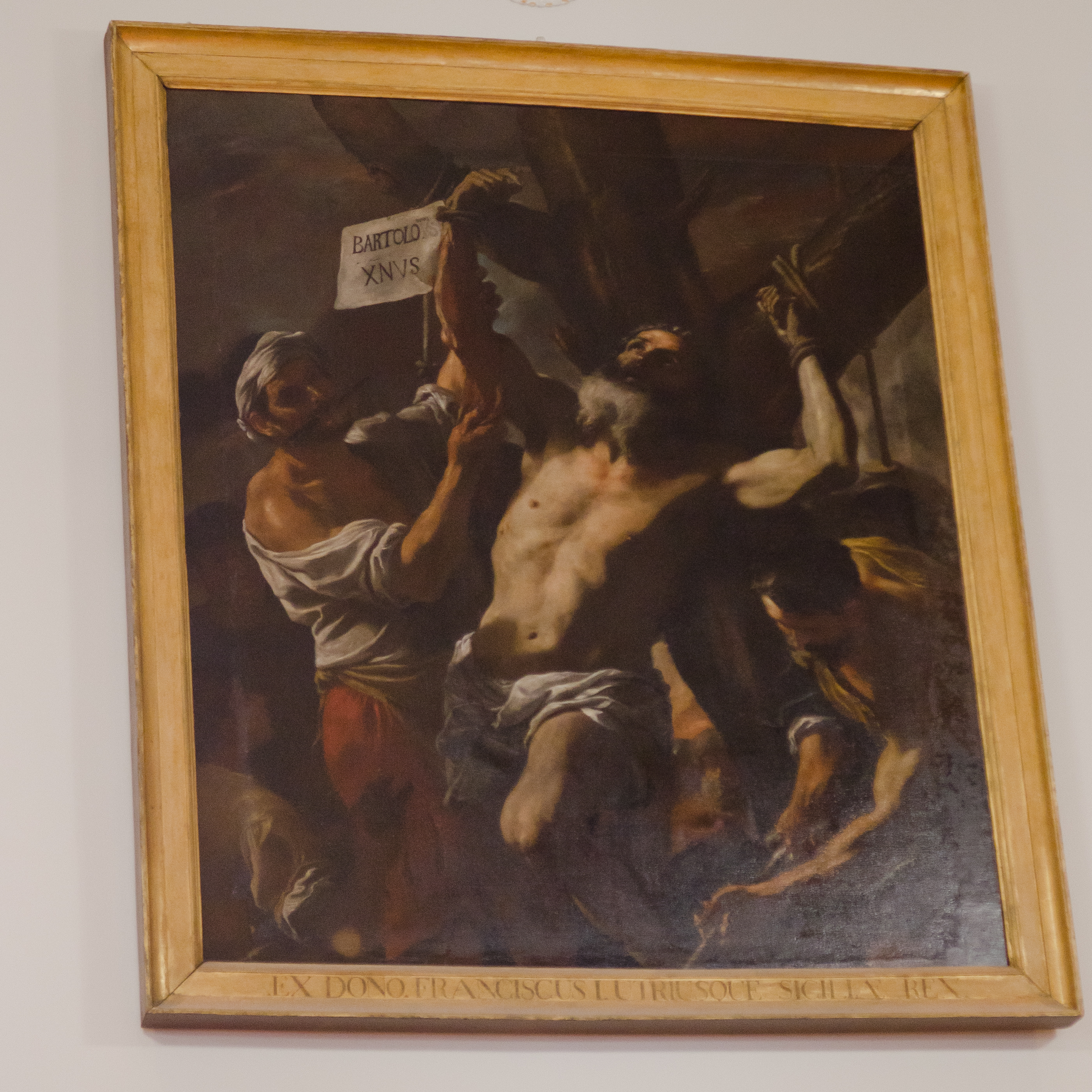
Mučednictví Sv. Bartoloměje